# Ditadura Nacional
Ditadura Nacional (v překladu Národní diktatura) je obvyklý název pro režim, který vládl Portugalsku od roku 1926, tedy od znovuzvolení generála Óscara Carmony prezidentem, až do roku 1933. Předchozí období vojenské diktatury, které začalo po převratu 28. května 1926, je známé jako Ditadura Militar (Vojenská diktatura). Od přijetí nové ústavy v roce 1933 se hovoří o tzv. Estado Novo (Nový stát). Ditadura Nacional tvoří spolu s Estado Novo éru druhé portugalské republiky (1926–1974).

## Ditadura Militar, 1926-1928

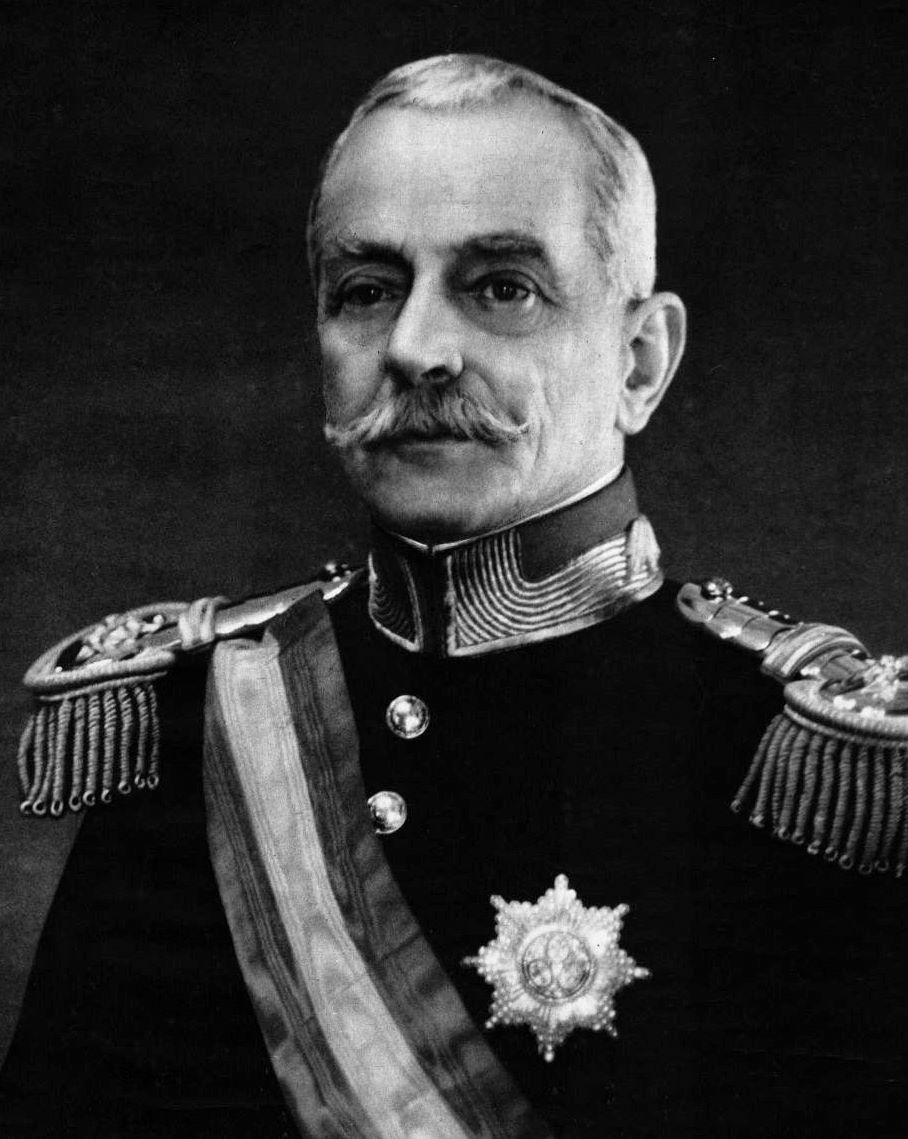
Óscar Carmona

Vojenský převrat z 28. května 1926 proběhl hladce. Byl rozpuštěn parlament, byly zakázány všechny politické strany a byla zavedena cenzura. Vojenští důstojníci tvrdé linie vyházeli liberály a demokraty ze všech úřadů. Během této doby se neobjevil žádný jasný vůdce, protože diktaturu vedla koalice nižších vojenských důstojníků, z nichž někteří byli integralisté (krajně pravicoví monarchisté). 
Po rezignaci republikánského premiéra a prezidenta republiky 30. května se obou funkcí ujal námořní důstojník José Mendes Cabeçadas Júnior, ale po konfliktech s dalšími pučisty byl nucen 17. června rezignovat. Na jeho místo nastoupil generál Gomes da Costa, vůdce puče z 28. května, který převzal posty premiéra i prezidenta republiky. Gomes da Costa nebyl nakloněn stálé vojenské diktatuře a v důsledku toho byl 9. července svržen převratem vedeným autoritářským generálem Antóniem Óscarem de Fragoso Carmonou, který převzal oba nejvyšší úřady státu a zmocnil se diktátorských pravomocí. Carmona pokračoval jako předseda vlády až do 18. dubna 1928, ale udržel si post prezidenta republiky až do své smrti 18. dubna 1951.
V roce 1927 došlo k několika neúspěšným pokusům o převrat ze strany levicových i pravicových hnutí. 12. srpna 1927 si nižší důstojníci vynutili vstup na schůzi vlády a začali střílet. Carmonova vláda však útok odrazila a režim ještě utužila. Rebelující důstojníci však nebyli přísně potrestáni, byli posláni na posty v portugalské Angole. 

## Ditadura Nacional, 1928-1933
Carmona zorganizoval 25. března 1928 prezidentské volby, ve kterých byl jediným kandidátem. Nechal si takto potvrdit vládu na pětileté funkční období. 18. dubna jmenoval José Vicente de Freitase novým ministerským předsedou. Antonio de Oliveira Salazar byl 26. dubna podruhé jmenován ministrem financí. Nová vláda dospěla k dohodě s katolickou církví, známou jako Acordo Missionário (Misijní dohoda), která dala církvi zvláštní postavení v portugalských koloniích. Vláda také uzavřela hlavní kanceláře portugalské komunistické strany, která přešla do ilegality. Později téhož roku došlo k dalšímu neúspěšnému pokusu o převrat, vedenému republikány z organizace Liga de Paris.
Konflikty mezi vojenskými důstojníky a národně-katolickým křídlem reprezentovaným Salazarem ovšem stále zesilovaly, takže celá Freitasova vláda 8. července 1929 rezignovala, přičemž pouze Salazar si ponechal svůj ministerský post v novém kabinetu Artura Ivense Ferraze. Salazarův vliv začal narůstat na úkor vojenských důstojníků, kteří postupně ztráceli vliv. Byly opět povoleny římskokatolické řeholní instituty. 21. ledna 1930, po konfliktu se Salazarem, byl Ferraz nahrazen generálem Domingosem Oliveirou, který umožnil Salazarovi hrát stále větší roli. Byl zveřejněn Acto Colonial (Koloniální zákon), který definoval status portugalských kolonií. Ani další pokus o převrat v roce 1931, tentokrát podporovaný druhou španělskou republikou, neuspěl.
5. července 1932 se Salazar stal premiérem a v roce 1933 reorganizoval režim. Vznikl tak Estado Novo. V referendu byla schválena nová ústava, která definovala Portugalsko jako korporativní, jednostranickou a multikontinentální zemi. Jedinou stranou byla União Nacional (Národní unie). Nový zákoník práce (Estatuto do Trabalho Nacional) zakazoval všechny svobodné odbory. Salazarův nový režim přinesl systém cenzury a také vytvořil politickou policii PVDE (Policie de Vigilância e de Defesa do Estado).